# Csökmő
Csökmő è una città dell'Ungheria di 2.178 abitanti (dati 2001). È situata nella contea di Hajdú-Bihar.